# Serhii Makhno
 (juillet 2024).
La mise en forme du texte ne suit pas les recommandations de Wikipédia : il faut le « wikifier ».
Les points d'amélioration suivants sont les cas les plus fréquents :
- Les titres sont pré-formatés par le logiciel. Ils ne sont ni en capitales, ni en gras.
- Le texte ne doit pas être écrit en capitales (les noms de famille non plus), ni en gras, ni en italique, ni en « petit »…
- Le gras n'est utilisé que pour surligner le titre de l'article dans l'introduction, une seule fois.
- L'italique est rarement utilisé : mots en langue étrangère, titres d'œuvres, noms de bateaux, etc.
- Les citations ne sont pas en italique mais en corps de texte normal. Elles sont entourées par des guillemets français : « et ».
- Les listes à puces sont à éviter, des paragraphes rédigés étant largement préférés. Les tableaux sont à réserver à la présentation de données structurées (résultats, etc.).
- Les appels de note de bas de page (petits chiffres en exposant, introduits par l'outil «  Source ») sont à placer entre la fin de phrase et le point final[comme ça].
- Les liens internes (vers d'autres articles de Wikipédia) sont à choisir avec parcimonie. Créez des liens vers des articles approfondissant le sujet. Les termes génériques sans rapport avec le sujet sont à éviter, ainsi que les répétitions de liens vers un même terme.
- Les liens externes sont à placer uniquement dans une section « Liens externes », à la fin de l'article. Ces liens sont à choisir avec parcimonie suivant les règles définies. Si un lien sert de source à l'article, son insertion dans le texte est à faire par les notes de bas de page.
- La présentation des références doit suivre les conventions bibliographiques. Il est recommandé d'utiliser les modèles {{Ouvrage}}, {{Chapitre}}, {{Article}}, {{Lien web}} et/ou {{Bibliographie}}. Le mode d'édition visuel peut mettre en forme automatiquement les références.
- Insérer une infobox (cadre d'informations à droite) n'est pas obligatoire pour parachever la mise en page.

Pour une aide détaillée, merci de consulter Aide:Wikification.
Si vous pensez que ces points ont été résolus, vous pouvez retirer ce bandeau et améliorer la mise en forme d'un autre article.
 (juillet 2024).
 (juillet 2024).
Serhii Makhno (en ukrainien : Сергій Михайлович Махно) est un architecte, designer et artiste ukrainien. Il est le fondateur de Makhno Studio. Ses créations ont été exposées au Salon international du meuble de Milan,, à la Paris Design Week, à la Dutch Design Week, à la Galerie 5 à Singapour, à la Gallery G-77 à Kyoto et à la Les Ateliers Courbet Gallery à New York,.
Serhii Makhno est membre du jury des Dezeen Awards, des International Architecture & Design Awards, de l'Architecture MasterPrize, et d'autres.

## Jeunesse et éducation
Serhii Makhno est né le 21 mai 1981 à Kyiv dans une famille d'ouvriers. Il a deux frères cadets. Il est diplômé de l'Université nationale de construction et d'architecture de Kyiv avec un diplôme en Conception de l'environnement architectural.

## Carrière
Après avoir obtenu son diplôme en 2003, Serhii Makhno a fondé MAKHNO Studio, une entreprise multidisciplinaire dans les domaines de l'architecture, du design d'intérieur et du design de produits.

### Architecture et design
Le studio travaille dans un style qui combine l'authenticité ukrainienne, l'art contemporain, la naturalité et le futurisme,.
L'un des principes fondamentaux du studio est de combiner des éléments classiques avec des idées modernes, en utilisant des métiers et des techniques traditionnels, mais dans un nouveau contexte,.
Au fil des ans, MAKHNO Studio a remporté de nombreux prix architecturaux mondiaux tels que The Architecture MasterPrize,,, les IIDA Awards,, les Restaurant & Bar Design Awards, les SBID Awards, et d'autres. En particulier, le projet SHKRUB a remporté plusieurs prix architecturaux prestigieux en 2020 et 2021,,,.

### Art
Parallèlement au studio d'architecture et de design, Makhno est aussi un atelier de céramique. À travers les médiums, le travail de Makhno incarne l'esthétique et la philosophie japonaise du wabi-sabi,.
Serhii Makhno et son équipe créent des meubles, des éclairages, des carreaux et des objets de décoration. En 2017, il a reçu le Red Dot Design Award international pour ses carreaux de céramique, et en 2024 - pour des blocs innovants en argile "vivante". De plus, en 2021, la lampe en céramique KHMARA a reçu le Grand Prix aux Big See Interior Design Awards et une récompense des Interior Design Magazine Awards.
En 2017, le studio a présenté le projet "Transformation. Silence" à la Paris Design Week et la même année à la Dutch Design Week à Eindhoven, aux Pays-Bas. En janvier 2019, le studio a participé à Maison&Objet dans le cadre du stand collectif ukrainien avec le projet “Ukrsavana”.
En 2019, Serhii et son studio ont présenté le projet "Inside. Out" sur leur stand de 100 mètres de long à Salon international du meuble de Milan. La composition de meubles et de lampes en céramique faisait partie des principales tendances de l'exposition selon ArchDaily.
En 2020, la MAKHNO Art Foundation a été créée pour lancer une nouvelle vague d'art ukrainien.
En 2022, il a lancé sa première collection NFT d'art céramique, META DIDO. Les tokens numériques réimaginent une série de sculptures zoomorphiques en céramique créées et publiées en 2019 sous le nom "Dido".
En novembre 2023, la collection de meubles et de décor en céramique faits à la main de ZEMLYA a été exposée aux Ateliers Courbet à New York, aux États-Unis.

## Expositions
- 2017 – Paris Design Week à Paris, France[4].
- 2017 – Dutch Design Week à Eindhoven, Pays-Bas[5].
- 2019 – Maison&Objet à Paris, France[38].
- 2019 – Salon international du meuble de Milan, Italie[2],[3].
- 2021 – Expo 2020 Dubai à Dubaï, Émirats Arabes Unis[42].
- 2023 – Gallery G-77 à Kyoto, Japon[7].
- 2023 – Les Ateliers Courbet à New York, États-Unis[8],[9].
- 2024 – Galerie 5, Journée internationale de la lumière à Singapour[6].